# Armandinho (futebolista)
Armando dos Santos conhecido como Armandinho (São Carlos, 7 de maio de 1907 — Santos, 26 de maio de 1972), foi um futebolista brasileiro que atuava como atacante.
Em sua homenagem, há uma rua com seu nome, na cidade de São Carlos.

## Carreira
Armandinho começou nas peladas de rua na cidade natal e, em 1923, aos 16 anos, jogou pelo Paulista E.C., indo depois para a Ponte Preta de Campinas.
Entre 1928 e 1929, passou ligeiramente pelo Palestra Itália e, no ano seguinte, foi convocado para o exército, onde jogou no quadro de Regimento e no principal time da cidade, o Pirassununguense. Saindo o exército, transferiu-se para o Paulistano.
Em 1930, após o fechamento do departamento de futebol do Paulistano, participou da fundação do São Paulo FC onde, em 1931, foi Campeão Paulista, jogando ao lado de Araken, Waldemar de Brito, e Friedenreich. Permaneceu no clube até 1934.
Em 1934, integrou a Seleção Brasileira juntamente com Pedrosa, Martim, Luizinho, Leônidas, Patesco e Waldemar de Brito (descobridor de Pelé) e estreou em 27 de maio de 1934.
Na volta ao país, jogou em diversos clubes do Rio de Janeiro e de São Paulo, inclusive pelo São Paulo, já refundado.
No Bahia jogou 32 partidas e marcou 25 gols e foi campeão baiano de 1936.
Após um novo ciclo de transferências, em 1940, voltou ao tricolor paulista, pela última vez, onde encerrou sua carreira em 1942.
Durante os anos em que jogou pelo São Paulo FC, Armandinho teve um total de 91 jogos, e fez 48 gols.

## Títulos
São Paulo
- Campeonato Paulista: 1931[5]

Bahia
- Campeonato Baiano: 1936